# Enev Răt, Gabrovo
Enev Răt (în bulgară Енев Рът) este un sat în comuna Sevlievo, regiunea Gabrovo,  Bulgaria. 

## Demografie
Componența etnică a satului Enev Răt
     Bulgari (95,45%)
     Nicio identificare (4,54%)
     Altele (0%)
La recensământul din 2011, populația satului Enev Răt era de 22 locuitori. Din punct de vedere etnic, majoritatea locuitorilor (95,45%) erau bulgari. Pentru 4,54% din locuitori nu este cunoscută apartenența etnică.